# Třída Šunkó
Třída Šunkó je třída oceánských hlídkových lodí Japonské pobřežní stráže. Celkem byly objednány čtyři jednotky této třídy. Prototyp je ve službě od roku 2020.

## Pozadí vzniku
Celkem byly objednány čtyři jednotky této třídy a staví je loděnice Mitsubishi Heavy Industries (MHI) v Šimonoseki.
Jednotky třídy Šunkó:
| Jméno             | Založení kýlu  | Spuštěna         | Vstup do služby    | Status    |
| ----------------- | -------------- | ---------------- | ------------------ | --------- |
| Šunkó (PLH-42)    | 15. února 2018 | 20. března 2019  | 4. února 2020      | aktivní   |
| Asanagi (PLH-43)  | 9. března 2020 | 30. června 2022  | 6. července 2023   | aktivní   |
| Jumihari (PLH-44) | 9. března 2020 | 21. února 2023   | 30. listopadu 2023 | aktivní   |
| Kanbai (PLH-45)   |                | 3. prosince 2024 |                    | ve stavbě |

## Konstrukce
Plavidlo nese 2D vzdušný vyhledávací radar OPS-14, navigační radar MS 1596 navigation radar a hladinový vyhledávací radar JMA 8303. Výzbroj tvoří jeden 40mm kanón Bofors Mk.4 na vyvýšené platformě na přídi a dále dva rotační 20mm kanóny JM61-RFS Sea Vulcan. Doplní je šest vodních děl. Na zádi se nachází přistávací plocha a hangár pro dva vrtulníky Eurocopter AS332 nebo EC225. Pohonný systém tvoří čtyři IHI-SEMT-Pielstick 16PC2-5V-400, každý o výkonu 10 000 hp, pohánějící dva lodní šrouby se stavitelnými lopatkami. Manévrovací schopnosti zlepšují dvě příďová dokormidlovací zařízení. Nejvyšší rychlost dosahuje 25 uzlů. Dosah je 20 000 námořních mil.